# افلاس
افلاس در فقه به صفت اصلی مفلس که همانا عدم کفایت مالی شخص برای پرداخت بدهی‌هایش است، می‌گویند. در قانون تجارت ایران به‌جای واژه افلاس، از عبارت ورشکستگی استفاده شده است. در ماده ۱۲۶۵ قانون مدنی ایران هم عنوان ورشکستگی و افلاس از هم جدا شده‌اند. افلاس در لغت عبارت است از بی‌چیز شدن، نادار شدن، تنگدستی و بینوایی و ورشکستگی.در افلاس شخص مدیون به درخواست طلبکاران و با حکم دادگاه از تصرف در اموال و دارایی خود منع می‌شود، همچنین  افلاس موجب سقوط دین خواهد شد.